# فكتور هافليسيك
فكتور هافليسيك (بالألمانية: Viktor Havlicek)‏ هو لاعب كرة قدم ومدرب كرة قدم نمساوي، ولد في 16 يوليو 1914 في فيينا في النمسا، وتوفي في 22 أكتوبر 1971. شارك مع منتخب النمسا لكرة القدم. أما مع النوادي، فقد لعب مع فيرست فيينا وكيكرز أوفنباخ ونادي كارلسروه.

## وصلات خارجية
- فكتور هافليسيك على موقع قاعدة بيانات كرة القدم.إي يو (الإنجليزية)
- فكتور هافليسيك على موقع ناشيونال فوتبول تيمز (الإنجليزية)